# Lophotyna hoenei
Lophotyna hoenei är en fjärilsart som beskrevs av Charles Boursin 1956. Lophotyna hoenei ingår i släktet Lophotyna och familjen nattflyn. Inga underarter finns listade i Catalogue of Life.